# The Skeleton Dance
The Skeleton Dance és un curtmetratge d'animació, el primer de les Silly Symphonies de Walt Disney, creat l'any 1929. Va ser produït i també dirigit per Walt Disney, a més va ser animat per Ub Iwerks. En el curt, un grup d'esquelets ballen i creen música en un tenebrós cementiri, els esquelets usen el so dels arbres i dels animals per acompanyar el seu ball. Les notes musicals d'aquest curt animat, van ser creades per Carl Stalling, que després crearia la música d'altres de curts de Disney. Molta gent va quedar impressionada amb "The Skeleton Dance", donat que els personatges no parlaven.
El 1994 va ser considerat com el 18è millor curtmetratge d'animació de la història per 1.000 crítics.

## Argument
Un mussol està assegut en un vell arbre, en una nit de vent i de trons, on s'espanta amb una branca d'arbre, pensant que és una mà sinistra. A continuació el rellotge de l'església d'un cementiri, marca les dotze de la nit. Els ratpenats i les aranyes surten de les seves llars, els llops udolen i dos gats, miolen i lluiten (es tiren del nas i s'escupen). Però apareix un esquelet gran i blanc, que fa que els gats s'espantin, l'esquelet fa sonar les seves dents, l'esquelet ronda i salta al cementiri. El mussol de l'inici espanta l'esquelet, i l'esquelet li tira el seu crani, com a resposta. Després d'això l'esquelet es troba amb tres companys més que comencen a ballar la dansa de l'esquelet. Un dels esquelets, transforma el seu company en un xilòfon, mentrestant un altre esquelet usa un os i a un gat com un contrabaix i l'últim esquelet, mou els seus genolls i es colpeja el darrere. Després d'escoltar tots aquests diferents i divertits sorolls dels esquelets, un gall els avisa que aviat es farà de dia i que han d'anar a dormir, abans que la llum del sol els atrapi, els esquelets s'amaguen en un vell i buit taüt, i dormen tranquil·lament.